# Історія Канева

## Доісторичні поселення
У другій половині І тисячоліття до н. е. на горі Московка, в урочищі Ісковщина, на Сорокопудовій, Пилипенковій, нині Тарасовій горах знаходились ранньослов'янські поселення зарубинецької культури. Одне з них, на Пилипенковій горі, розкопане повністю. Тут виявлено 38 наземних жител, 102 господарчі ями. Біля підніжжя Великого та Малого скіфських городищ знайдено поховання черняхівської культури, а біля Княжої гори у VII-IX століттях існувало поселення полян, на якому, починаючи з 1957 року проводились розкопки кафедрою археології Київського національного університету ім. Т. Г. Шевченка під керівництвом Г. Г. Мезенцевої (докладніше див. Канівське поселення). На Тарасовій горі виявлено 3 поселення, курганний могильник та 12 скарбів X—XIII століть.
За переказами на Руській горі колись стояло грецьке місто, оточене валом.

## Заснування, перші роки
У Лаврентіївському літописі від 1032 року повідомляється, що Ярослав Мудрий почав будувати на південних кордонах Давньоруської держави міста і фортеці, які призначалися для захисту від нападів кочових племен. Південний кордон держави проходив річкою Рось, за якою проживали кочові племена — половці. Можливо, саме тоді на горі Московка (Грецький город) була побудована неприступна фортеця.
У Патерику Києво-Печерської лаври згадується про приїзд до Києва іконописців з Константинополя, які «проходили» в Канів в лодіях. Ця подія сталася між 1074 і 1088 роками. Саме від цього часу місто веде відлік своїм рокам.
1097 кн. Володар син переяславського князя Всеволода заклав в Каневі монастир.

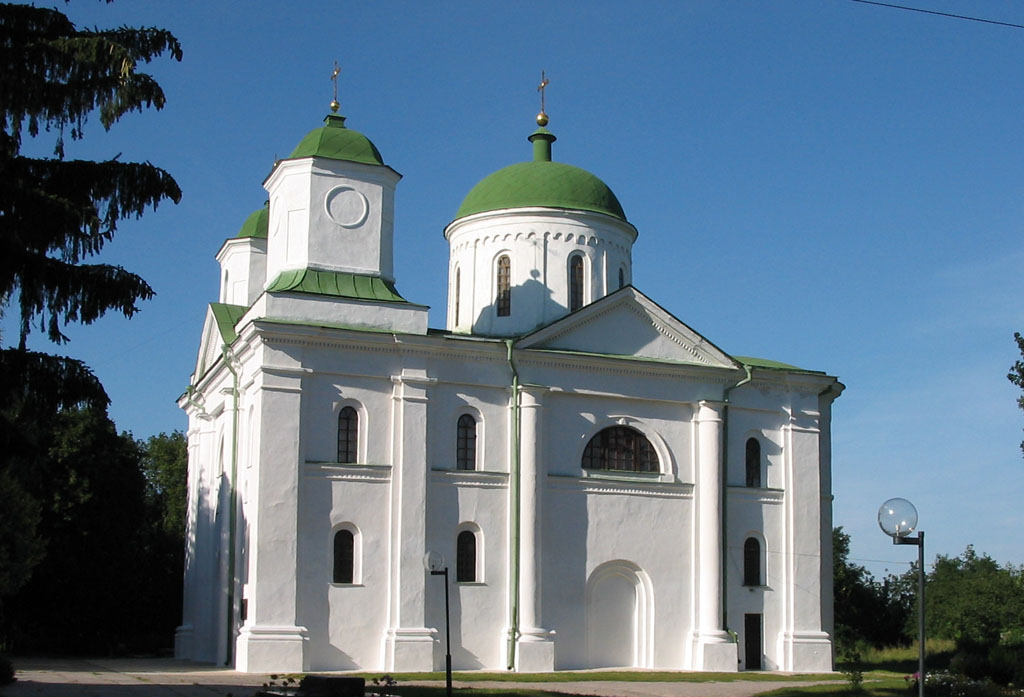
Успенський собор. Теперішній вигляд

Канів згадується також у 1144 році, коли князь Всеволод Ольгович заснував тут церкву святого Юрія (Успенський собор). У 1149 році Юрій Долгорукий, захопивши Київський стіл, посадив князем у Каневі свого сина Гліба.
У середині XII століття Канів був великим містом і відігравав велику роль в житті Давньої Русі. 1155 року він відомий як офіційне місце зустрічей руських князів з половецькими послами. Тут проходив великий шлях «з варяг у греки», який був важливою торговою артерією держави.
Місто не раз руйнували, зрівнювали з землею. У 1240 році Канів захопили і спустошили монголо-татарські орди, очолювані Батиєм.1239 Канів здобув хан Батий. У ньому постійно перебували баскаки, ханські намісники і збирачі податі.
1320 місто взяв литовський князь Гедимін. 1320 Гедимін надав Канів і Черкаси черкесам. 1362 литовський князь Вітовт, будує тут замок для захисту купців від татар, а також митницю. Після того як Царгород був завойований турками, торговий шлях через Канів втратив своє значення.
Неодноразово Канів переходив із рук в руки. 1362 року місто опинилося під владою Великого князівства Литовського. За нього місто виросло і перетворилось на помітний торговельний центр. Тут діяла переправа для караванів, які везли з Аравії, Індії, Ірану, Сирії до північних країн дорогоцінні товари: золото, шовк, прянощі.
Канівський староста Остафій Дашкевич,1503 зміцнив і укріпив замок.
1554 старостою Каніва був Дмитро Сангушко.
Канівський староста й інші визискувачі збирали з населення податі та змушували відбувати повинності. З кожного диму (двору) князівські слуги брали 7 грошей податку, за пасіку 12 грошей, за полювання на бобрів — половину здобичі і третину рибного улову рибалок. Населення міста мусило ремонтувати замок, наймати варту для охорони воріт, кінно й оружно ставати на ворога, давати підводи для чиновників старости та утримувати останніх. Мешканці платили старості колядки (по 6 грошей під Різдво), 3 дні у рік ходили з ним на лови тощо.

### Канівські князі
- Гліб Юрійович 1149—1150
- Ростислав Володимирович 1163—1169
- Гліб Святославич 1182—1190
- Роман Мстиславич 1194
- Мстислав Володимирович 1194—1204
- Святослав, можливо син Ростислава Рюриковича ?-1223

## 16 століття

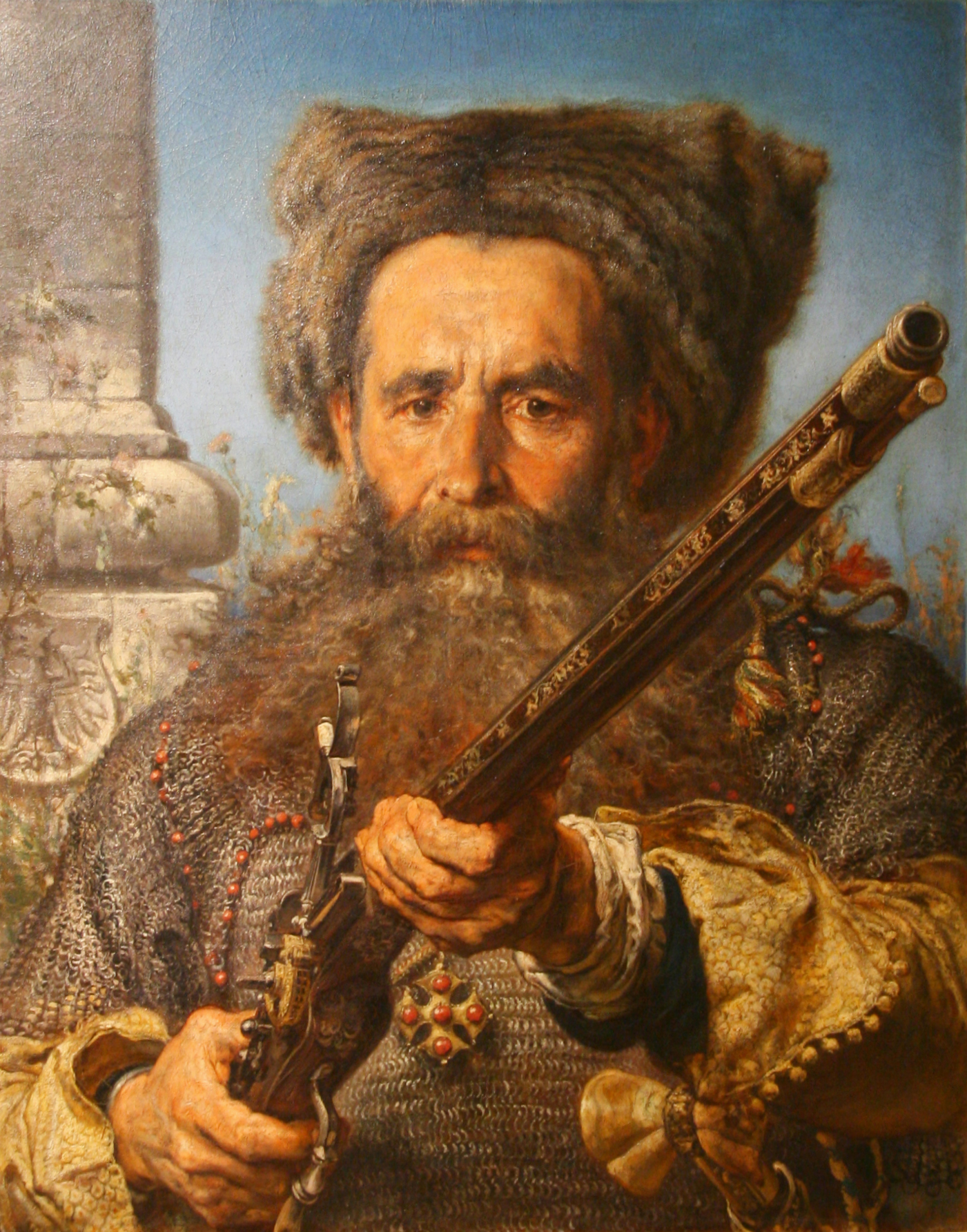
Канівський староста О. Дашкевич

Біля 1503 року Сигізмунд І доручив оборону Черкаського та Канівського замків Остафію Дашкевичу, якого з 1511 року призначено канівським старостою. Після смерті Дашкевича в 1536 році повстали жителі Черкас, до яких приєдналися міщани та козаки Канева. На місто зненацька напав каральний загін литовського князя і почав криваву розправу, та повсталі вистояли. Очолені війтом П. Бродичем і міщанином М. Зенкевичем, канівці розгромили карателів. Уряд був змушений оголосити амністію повсталим і призначив до Канева нових чиновників.
1554 — князь Дмитро Вишневецький після князя Дмитра Сангушка став старостою Канева.
1583 сюди прибув Самійло Зборовський
Перепис 1552 року фіксує навколо міста невеликі козацькі хутори.
У XVI столітті Канів став своєрідною козацькою святинею. Літні запорожці, які вже не могли брати участь у походах і боях, почали селитися та доживати віку на Чернечій горі, неподалік Канівського монастиря. 1578 року козаки перевезли сюди останки скараного у Львові гетьмана Івана Підкови, ще один гетьман запорізького війська, Яків Шах, доживав тут свій вік. У Каневі похований гетьман Самійло Кішка.
1595 року Черкаси, Канів, Корсунь та інші міста і села сучасної Черкащини охопило повстання під проводом Северина Наливайка, а у 1591–1593 роках тут прокотилось повстання проти польської шляхти, яке очолив гетьман реєстрових козаків Криштоф Косинський.
В 17 столітті замок був знищений. Стефан Баторій дав право брати мито з купців і за ці гроші канівський староста князь
Януш Острозький мав вибудувати тут оборонний замок.

## 17 століття
1600 року Каневу було надано Магдебурзьке право. За даними люстрації Київського воєводства 1616 року в Каневі налічувалось 1346 козацьких («непослушних») дворів і 160 «послушних». Канівські селяни на користь феодала відраховували десятину з ниви, платили сіном і грішми, давали підводи і стацію. Ремісники і торговці сплачували державні податки і мито, ремонтували замок і несли сторожову службу. Крім хліборобства, скотарство, пасічництва, рибальства та мисливства, жителі займались ремісництвом.
У 17 столітті канівці брали активну участь у повстаннях проти польсько-шляхетського панування. Так, 1625 року гетьман Конецпольський за дорученням польського уряду вирушив з Поділля в Україну, щоб приборкати козаків. 11 жовтня шляхта підійшла до Канева. 3000 козаків вийшли з міста. Під Мошнами, прийнявши бій, вони табором вирушили до Черкас, де з'єдналися з двохтисячним загоном. В урочищі Ведмежі Лози за Куруковим озером козаки відбили всі спроби розгромити їх.
1625 Канів був спалений
1630 місто ще раз спалене татарами.
У 30-х роках XVII століття в місті було створено Канівський полк, який налічував 2957 козаків і складався з 16 сотень. Полк брав активну участь у визвольній війні українського народу, зокрема у битвах під Пилявцями, Зборовом, Берестечком, Батогом. Богдан Хмельницький двічі бував у Каневі. Перший раз у 1654 році, коли призначив місто пунктом збору козаків, і вдруге 1655 року, коли з 60-ма тисячами козаків приєднався до російського війська на чолі з Шереметьєвим і вирушив на Ставище й Охматів.
Пізніше Канів не раз переходив з рук в руки. Після Андрусівського миру 1667 року Канів відійшов до Польщі, а за Бучацьким мирним договором з 1672 року місто було під владою турків. В вересні 1678 року турки повністю зруйнували місто.
У 1679 році, за наказом московської влади та гетьмана І.Самойловича більшу частину населення Канева було насильно переселено на Лівобережну Україну (так званий Великий згін). Гарнізон міста намагався протистояти загонам Самойловича, але фортецю було взято штурмом.
Канів знаходився на розпутті «Чорного шляху», яким впродовж багатьох віків турки і татари гнали в полон українських бранців. 1683 року Річ Посполита знову захопила Правобережжя. Згідно з Вічним миром 1686 року південна Київщина стала "нейтральною зоною" і була практично знелюднена.
1675 — Люстрація подає опис замку: замок стояв на пагорбі, оточений палісадом, брама була дубова, всередині стояв великий будинок.
1678 турки висадили в повітря замок і церкву.

## 18 століття

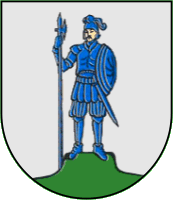
Герб Канева 18 століття

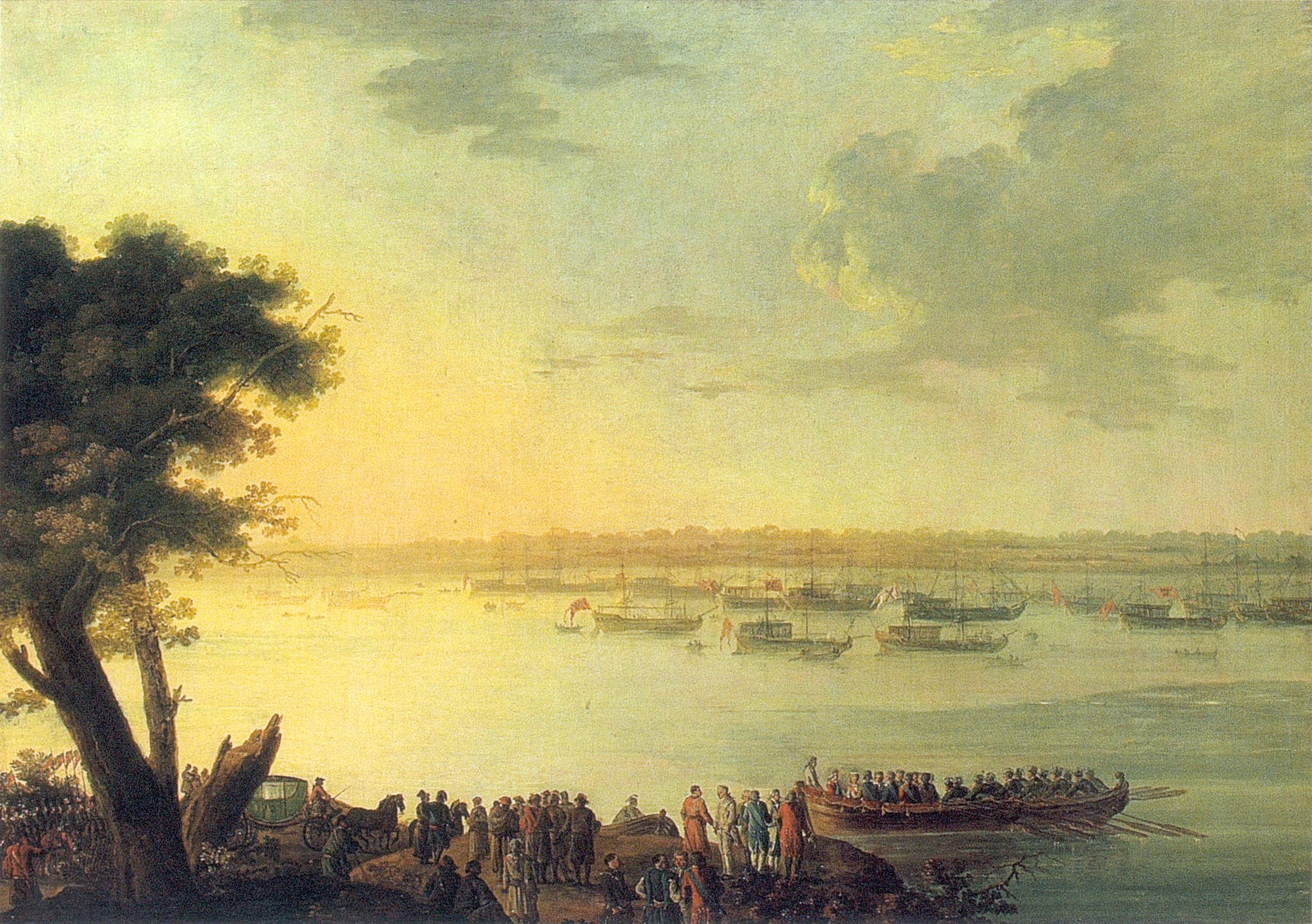
«Відправлення Єкатеріни ІІ з Канева у 1787 році» Йоган Готліб Плеш, 1787

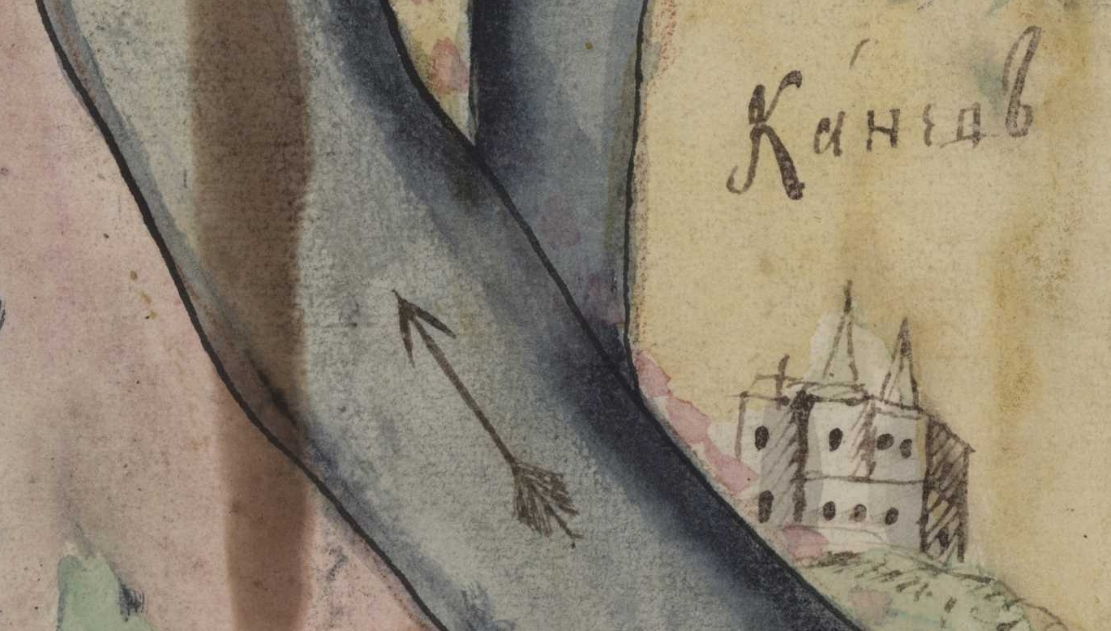
Канів на карті XVIII століття

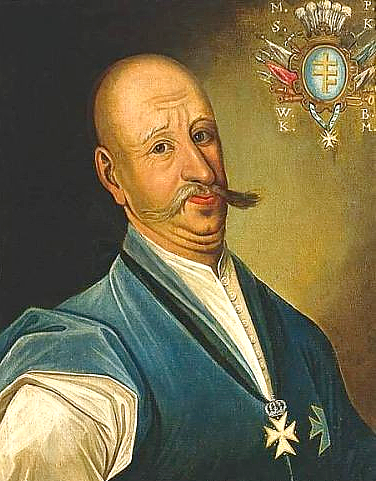
Канівський староста Микола Василь Потоцький

Скориставшись ганебним Прутським походом Петра І, Польща відновила своє панування на південній Київщині. В цей час канівськими старостами, зокрема, були представники роду Потоцьких: авантюрист, меценат Микола Василь, львівський каштелян Юзеф, пізніше — його син Ян.
У 1711–1712 рр. за наказом російської влади більшу частину козаків та цивільних мешканців міста було силою переселено на Лівобережжя.
Під час Коліївщини підрозділи повстанців на чолі з Семеном Неживим і Микитою Швачкою у червні підійшли до Канева і, поповнивши ряди місцевими надвірними козаками, штурмом оволоділи канівським замком.
З 1775 року Канів перейшов у особисту власність польського короля Станіслава Августа, а 1777 року він подарував Канів своєму племіннику Станіславу Понятовському.
24.03.1787 р. до Канева прибув Станіслав Август Понятовський; 6.05.1787 р. мав в Каневі зустріч з Єкатєріною II.
1793 року відбувся другий розподіл Польщі, в результаті якого вся Правобережна Україна, у тому числі й Канів, перейшла до складу Російської імперії. Місто стало на один рік повітовим центром Київського намісництва.

## 19 століття
У 1800 році Понятовський продав свій прибуток від Канева разом з будовами і місцем, на якому був Королівський палац, архімандриту канівського василіянського монастиря Боніфатію Фізикевичу, який заповів своє майно василіянському училищу. Після його смерті три частини майна дістали спадкоємці, а четверту — монастир.
У 1833 році василіянський монастир і училище здобули статус повітового, а монастирська церква стала православною і соборною. 1837 року Канів знову стає повітовим містом. Повітове управління і міську поліцію переводять з Богуслава. Тут засновано магістрат і міську думу. У 1844 році Богуславський повіт перейменовано на Канівський і вперше був розроблений план забудови міста, який фактично залишився на папері.
На 1849 рік у місті нараховувалось 5138 жителів, у тому числі чоловіків — 2863, жінок — 2275. На той час Канів був глухим містечком, яке мало незначну промисловість: цегельний завод, 16 водяних, 13 сплавних, 6 вітряних млинів. Недалеко від міста добували бутове каміння, яке вивозили до Києва. Кустарним ремеслом займалося 79 осіб. Місто має 18 крамниць, корчму та 11 пивних рундуків. Прибуток міста за 1846 рік становив 3470 карбованців. З 1830 року тут почала діяти лікарня, розрахована на 15 ліжок. В Каневі був один цегляний і 655 дерев'яних приватних будинки. 26 грудня 1852 року було затверджено герб міста.

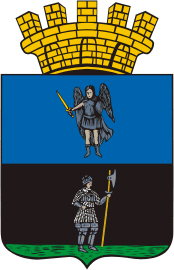
Герб міста 1852 року

20 травня 1861 року на пароплаві «Кременчук» з Києва до Канева було перевезено прах Шевченка. Дві доби домовина знаходилась в Успенському соборі, а 22 травня було відслужено в церкві панахиду, і прах віднесли на Чернечу гору. 
|  | Винесли гроб, поклали на козацький віз, накрили червоною китайкою. Замість волів впрягся люд хрещений, і повезли діти свого батька, що повернувся з далекого краю до свого дому |

 — згадував Григорій Честахівський. Туди ж перенесли дерев'яний хрест, який був встановлений на могилі. Відтоді могила Шевченка стала священним місцем для українців у всьому світі.
Після реформи 1861 року промисловість у Каневі розвивалася повільно. Тут з'явилися завод сальних свічок, два медоварних заводи, суконна фабрика, каретна майстерня та ряд кустарних майстерень. Відкрився педагогічний технікум, а через 4 роки — медичне училище.
10 грудня 1877 року в місті організовано громадську бібліотеку з публічною читальнею при ній. Вони тулились у двох кімнатах міської думи. 1883 року відкрито однокласне, а 1890 року почало працювати двокласне міське училище.

## 20 століття

М. Дерегус. Демонстрація робітників і селян у Каневі в 1905 році

Жорстока експлуатація і безправ'я на початку XX століття загострили класові протиріччя. Невдоволення трудящих Канева росло. 13 жовтня 1904 року близько 300 канівців з революційними піснями і гаслами «Припиніть російсько-японську війну!», «Хліба й роботи!» вийшли на демонстрацію. Місцева влада спробувала розігнати демонстрантів, але не змогла. Через два дні, заарештувавши робітника Івана Фрунта та деяких інших учасників демонстрації, вкрай стурбований канівський справник повідомив Київському губернаторові: 
|  | В Каневі починається заворушення, важно угамувати натовп, потрібні війська, наявних недостатньо. |

 Після січневих подій 1905 року у Петербурзі боротьба канівців проти самодержавства ще більше посилилась. У місті з'явилися листівки. Революція 1905—1907 років охоплювало весь повіт.
Особливого розмаху революційні виступи набирали у 1906 році. Організатором і керівником їх була Канівсьна повітова організація РСДРП. 1 травня 1907 року з її ініціативи проведено маївку на лівому березі Дніпра проти Канева. Вона організовувала страйки й демонстрації, діставала в Києві нелегальну літературу та поширювала її в повіті, вела пропагандистську роботу серед трудящих.
Під час столипінської реакції революційна боротьба в Канівському повіті тривала. 1 липня 1907 року на острові Білій Косі було організовано мітинг, в якому взяло участь близько 100 жителів Канева і селян навколишніх сіл. На мітингу вирішено негайно створити бойові дружини. Після мітингу жандарми вчинили обшук на квартирах місцевих жителів Я. Г. Мазуркевича та П. І. Ядловсьного і, знайшовши у них заборонені брошури, революційні листівки та вірші, кинули обох за тюремні ґрати.
1911 року в місті мешкало 12 228 чоловік.

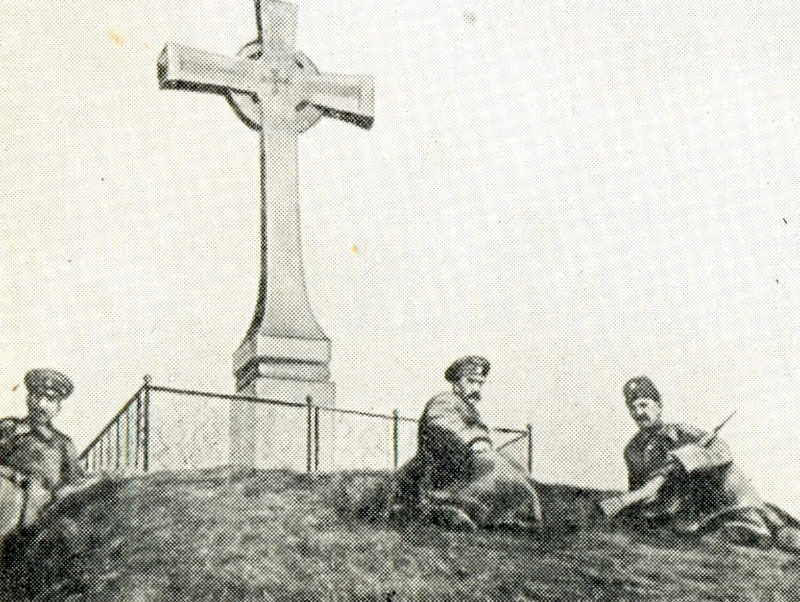
Жандарми біля могили Т. Г. Шевченка. 1914 рік

З наростанням революційного руху в країні росте і кількість відвідувачів Тарасової гори. Віддати шану співцеві України ідуть не лише місцеві жителі та мешканці навколишніх сіл. До могили Т. Шевченка їдуть з усіх кінців України і Росії. Тут були визначні діячі літератури та мистецтва: Микола Лєсков і Марко Кропивницький, Іван Бунін та Іван Нечуй-Левицький, Максим Горький і Михайло Коцюбинський. Були тут Леся Українка, Михайло Старицький, Борис Грінченко, Василь Стефаник, Ольга Кобилянська. Вшановували пам'ять Кобзаря композитори Микола Лисенко, Микола Леонтович, Кирило Стеценко, Яків Степовий, артисти Марія Заньковецька, Олександр Ленський та інші.
Влада забороняла шанувати пам'ять поета. В 1914 році поліція, підсилена сотнею козаків, у дні столітнього ювілею поета оточила Тарасову гору. Навіть на його могилі лежали жандарми з гвинтівками напоготові. А тисячі людей ішли і йшли до могили Шевченка.
Уже в перші дні Першої світової війни селяни, що були мобілізовані до армії, перед тим як прийти на призовний пункт, набирали в поміщицьких економіях зерно, продукти, щоб забезпечити харчами свої родини. Завтрашні фронтовики громили і палили панські маєтки.

### Роки української революції
Після Лютневої революції 1917 року маси знову піднялися на боротьбу за політичні права й свободи. За постановою Канівського повітового земельного комітету від 16 липня 1917 року люди силою збирали урожай озимих на поміщицьких ланах, а необроблені землі економій відбирали разом з реманентом та робочою худобою і передавали в оренду «хліборобським товариствам», що були утворені з безземельних та малоземельних селян. Частину панської землі земельний комітет передав в оренду безземельним. В цей же час мешканці повіту рубали панські ліси, не дозволяли вивозити з економій врожай цукрових буряків. Власники заводів та економій просили власті втихомирити селян. Так, управитель маєтку графа Браницького телеграфував київському губернському комісару: 
|  | озброєний гранатами натовп солдат-селян розігнав прислугу економії… і б'є адміністрацію. Прошу допомогти. |

У другій половині березня 1918 року місто захопили австро-німецькі війська. Наприкінці квітня 1918 року біля Канева зупинився 2-й Польський корпус. В ході битви під Каневом 10-11 травня 1918 року німці оточили і роззброїли поляків.
На початку січня 1919 року місто було під контролем Армії УНР. 9 лютого 1919 року владу в місті захопили більшовики. У кінці місяця створено повітовий комітет КП(б)У, секретарем якого став С. В. Гавриленко. 3 —4 березня 1919 року відбувся перший повітовий з'їзд, який обрав виконком повітової Ради селянських і робітничих депутатів у складі 25 чоловік. Денікінці ввійшли в Канів у середині серпня 1919 року, проте вже 1 січня 1920 року війська Червоної армії знову захопили місто. Під час польсько-радянської війни 1920 р. у Канівському повіті діяли загони отамана Т. Голого, 11 травня 1920 року Канів зайняли частини 3-ї польської армії, але залишили місто вже наприкінці травня 1920 року через контрнаступ Червоної армії.

### Радянська влада
У винятково складних умовах розпочалась відбудова промисловості і господарства Канева. підприємства не працювали. Не вистачало продовольства, палива, у місті лютували голод та епідемія тифу. Для оперативного керівництва відбудовою 23 лютого 1920 року канівці створили повітову Раду народного господарства. В червні 1920 року тут створено комітет незаможних селян.
Оскільки Канів розташований на межі повіту, у 1921 році повітовий центр перенесено до Корсуня, а 1922 року — до Богуслава. Канів залишився волосним, а з 1923 року став районним центром Шевченківської округи.
Вподовж 1921–1925 років в місті відбудовано промислові підприємства. Зросла потужність існуючого лісозаводу, стали до ладу електростанція, механізований млин, дав першу продукцію миловарний завод. Налагоджено виробництво кондитерської фабрики. Поліпшувались медичне обслуговування та народна освіта. На 1924 рік у місті працювало 5 лікарів. Тут були 2 початкові і семирічна школи. Тільки в неповній середній школі 11 вчителів навчали 696 дітей. 1925 року розпочали роботу кооперативна школа та дитячий садок. Доросле населення відвідувало 6 пунктів лікнепу.
З липня 1923 року на могилі Шевченка відкрито перший пам'ятник поету. У 1925 році, до річниці від дня народження Тараса Шевченка, у північно-східній частині міста створений Шевченківський національний заповідник.
В березні 1924 року створено перше колективне господарство імені В. І. Леніна. Тоді ж організовано трудову сільськогосподарську артіль. Вони обробляли 356 десятин землі, були учасниками районних сільськогосподарських виставок. 1929 року на приміських землях створено два колгоспи — ім. Леніна та ім. Калініна, які господарювали на 922 га землі. Спеціалізувались вони на вирощуванні городніх та баштанних культур, розвивали тваринництво. Значну допомогу артілям подавала Канівська МТС, створена 1930 року.
Розвивалась і культура міста. 1926 року почав свою роботу клуб на 500 місць, дві хати-читальні і бібліотека. При будинку культури діяли міський хор, драматичний і танцювальний гуртки, студія художнього читання.
1931 року прийняв перших студентів Канівський педагогічний технікум, а ще через чотири роки відкрито медичне училище. У довоєнні роки працювали 2 середні, семирічна і початкова школи, вечірня середня школа. Тут навчалося понад 1500 учнів. В Канівській середній школі № 1 у 1939–1940 роках в сьомому класі учився Олег Кошовий, майбутній ватажок підпільної комсомольської організації «Молода гвардія».
У роки довоєнних п'ятирічок підприємства міста реконструйовано. На базі лісопильного заводу 1939 року створений деревообробний комбінат. Тоді ж почала працювати олійниця і маслозавод. Населення обслуговували дві промислові артілі «Нове життя» і «Новий побут». Перша спеціалізувалась на пошитті взуття та мала шапочний і рукавичний цехи, а друга — виробляла глиняний посуд, полотно, хустки, чорнило. 1933 року, з введенням в експлуатацію залізниці Золотоноша—Миронівка, яка пролягла через Канівський район, у місті споруджено вокзал, механічні майстерні, залізничний міст через Дніпро.
18 червня 1939 року встановлено новий пам'ятник Т. Г. Шевченкові на його могилі (скульптор М. Г. Манізер), було відкрито літературно-меморіальний музей, збудований за проектом архітектора-художника В. Г. Кричевського й архітектора П. Ф. Костирка.
З піднесенням економіки розвивалося і місто. До 1940 років тут поставлено 230 хат, забруковано 7 вулиць і 2 площі, відкрито готель, лазню, створено автоколону. Поліпшувалося і медичне обслуговування. Напередодні Другої світової війни лікарня мала 100 ліжок для стаціонарного лікування, діяли поліклініка, амбулаторія, диспансер, санепідстанція, аптека. Медичну роботу тут вели 14 лікарів і 42 спеціалісти з середньою медичною освітою.
На всій Наддніпрянщині Канів здавна відомий як самобутній центр гончарства. Покоління канівсьних гончарів славились керамічними виробами — полив'яними горщиками, макітрами, тиквами, а також фігурним посудом, іграшками. Особливо розвинулось канівське гончарство у передвоєнні роки. У музеях Ленінграда, Києва, Львова експонувався розписний посуд канівських умільців.

#### Друга світова війна
15 серпня 1941 року нацистські війська захопили Канів. За 900 днів німецької окупації вони розстріляли і закатували 1200 радянських громадян, а 242 чоловік вивезли на каторгу до Німеччини. Німці зруйнували і спалили залізничну станцію, деревообробний комбінат, міську електростанцію, водопровід, школи, лікарні, 257 хат. Нацисти пограбували державний заповідник «Могила Т. Г. Шевченка». У спустошених залах музею вони влаштували казарму для своїх солдатів, а потім перетворили його в концтабір. Тільки одному заповіднику загарбники завдали збитків на 300 тисяч карбованців.
У жовтні 1941 року під час розвідки поблизу міста загинув і тут похований А. П. Гайдар (за однією з версій, колишній чекіст з'їхав з глузду і його застрелили свої ж). Його іменем названо одну з вулиць міста, а також бібліотеку-музей, збудований за почином піонерів на кошти, одержані за металобрухт.
У 1942–1943 роках у місті діяла партизанська група з 9 чоловік, очолювана білоруським учителем, пізніше -поетом Р. І. Няхаєм, який прибув з партизанського з'єднання, керованого Ю. О. 3банацьким. Група організовувала диверсії на лісозаводі, друкувала й поширювала антинацистські листівки, повідомлення Радінформбюро, які приймалися по радіо і передруковувалися на квартирі партизана Л. Ю. Путія. Радянські диверсанти на станціях Таганча та Миронівка збирали відомості про проходження німецьких ешелонів і передавали по радіо партизанському загонові «КІМ», що знаходився у Білорусі. Деякі жителі міста боролися проти нацистів у партизанському загоні «Баті» (К. К. Солодченка).
У вересні 1943 року передові частини 47-ї армії під командуванням генерала П. Ф. Жмаченка вийшли до Дніпра проти Канева та сіл Пекарі і Селище. Разом з піхотинцями та саперами 3-го гвардійського механізованого корпусу вони форсували ріку. У битві за Канівський плацдарм сильним натиском лівого крила військ генерал-лейтенанта С. Г. Трохименка та військ генерал-лейтенанта К. А. Коротєєва німецькі війська було відкинуто. 31 січня 1944 року воїни 206-ї стрілецької дивізії 27-ї армії відвоювали Канів у нацистів.
Понад півтори тисячі мешканців міста за мужність і відвагу, проявлені у боях проти гітлерівців, нагороджені бойовими орденами і медалями.

#### Повоєнні роки
В лютому 1944 року трудящі Канева ввели в дію хлібопекарню, пошту й телеграф. З руїн піднялись лісозавод, механічний млин, побутові майстерні, поновили роботу промислові артілі «Нове життя» і «Новий побут». У відновлених майстернях Канівської МТС з прихованих у роки окупації частин складали плуги, лагодили сівалки тощо. З РРФСР та Казахстану надходили сільськогосподарські машини, худоба. В цей же час реконструювалося та розширювалося промислове виробництво. На 1949 рік деревообробний комбінат уже виготовляв меблі, цегельний завод випускав 2,5 мільйонів штук цегли щороку.
В 1946–1950 роках поліпшився благоустрій міста. Введено в дію водогін, розширено електромережу, відбудовано всі житлові та комунальні будинки, забруковано чотири центральні вулиці. За три роки трудящі посадили понад 400 тисяч дерев і кущів, були озеленені міські сквери, вулиці, під'їзні дороги і яри.
Відбудовано готель, відкрито нові майстерні для лагодження одягу, взуття і побутових приладів. Розширилася торговельна мережа. Медичним обслуговуванням населення займалась лікарня, поліклініка, рентген-кабінет і протитуберкульозний диспансер. У місті працювали три початкові, семирічна та середня загальноосвітня школи [Архівовано 5 березня 2016 у Wayback Machine.], педагогічне училище, вечірня школа, будинок піонерів, дитячі ясла й дитсадок. Культурні запити канівців задовольняли будинок культури, клуб, районна бібліотека для дорослих і дитяча ім. А. Гайдара. Відбудовано й розширено експозицію музею на Тарасовій горі.
1957 року завершено будівництво харчкомбінату. 1963-го споруджено новий маслосирзавод. При об'єднанні «Сільгосптехніка» збудовано нові майстерні. Введено в дію новий хлібзавод, міжрайонну коконосушильну базу, інкубаторну станцію. В 1961 році місто підключено до Корсунь-Шевченківської електромережі, завдяки чому електропостачання міста зросло вдвічі.
Напередодні XXI з'їзду КПРС на підприємствах міста розгорнувся рух за комуністичну працю. Ініціатором цього руху виступив колектив маслозаводу, а учасниками його стали й інші підприємства.
Новий етап у розвитку Канева розпочався з 1964 року у зв'язку з будівництвом Канівської ГЕС, яка стала завершальною ланкою в будівництві Дніпровського каскаду. Із введенням її в дію здійснено єдиний водний шлях від Чорного моря до гирла річки Прип'ять.
У 1969 р. розпочато будівництво Канівського електромеханічного заводу «Магніт», який швидко став найбільшим підприємством міста.
1970 року колгосп міста «Заповіт Леніна» мав 4885 га сільськогосподарських угідь, з них 3014 га орної землі. Трудівники цього господарства зібрали врожай зернових по 26,5 цнт з 1 га, в тому числі озимої пшениці по 32,1 цнт. Господарство мало птахоферму на 50 тисяч курей-несучок.
Трудівники заводу побутових виробів і харчокомбінату з 1967 року розгорнули змагання за випуск продукції під девізом «Канівське — значить відмінне».
За післявоєнні роки Канів сильно змінився, набрав рис індустріального міста. Його забудова здійснюється за генеральним планом. Лише у 1966–1970 роках південно-західну околицю міста прикрасили 1240 добротних будинків. На вулицях [Архівовано 19 квітня 2014 у Wayback Machine.] ім. Леніна, Шевченка, Кошового виросли два зразково впорядковані житлові масиви гідробудівників, забудовані п'яти- і дев'ятиповерховими будинками. У 1971 році житлова площа комунальних квартир становила 48 206 м². Споруджено нові будинки райкому партії і адміністративний, районного вузла зв'язку, готель «Дніпро», господарські будівлі заводу побутових виробів, маслозаводу, побут- і харчокомбінатів, автопідприємства, відділення «Сільгосптехніки». З'явилися три типові приміщення середніх шкіл, три дошкільні комбінати, будинок культури, широкоформатний кінотеатр, поліклініка, аптека, два нові універмаги, 12 їдалень та ресторанів, 19 магазинів. Нові вулиці та центральні магістралі площею 28 тисяч м² забетоновані і асфальтовані. Улюбленим місцем відпочинку трудящих став канівський парк. Великі зміни сталися і в побутовому обслуговуванні населення. У місті діяли три побуткомбінати та ательє мод. Вулицями регулярно курсували автобуси. Населення обслуговували 36 магазинів і 42 кіоски. Працювали поліклініка, лікарня на 275 ліжок, рентгенкабінет, протитубдиспансер на 50 ліжок, три фельдшерські пункти, зубопротезна лабораторія і санітарно-епідеміологічна станція. Профілактикою і лікуванням займалися 78 лікарів та 176 спеціалістів з середньою медичною освітою.
У 1971 році діяли чотири дошкільні заклади, що охопили 1200 дітей. Місто мало 4 середніх, восьмирічну і дитячу музичну школи, середню школу робітничої молоді. Роботу серед дітей провадив будинок піонерів, станція юних техніків і дитячоюнацька спортивна школа. Працювали культосвітнє училище та будівельне професійно-технічне училище.
Культурно-освітнім центром Канева був будинок культури. Крім нього, тут діяли три клуби і 5 кінозалів. При будинку культури працювали гуртки художньої самодіяльності — вокальний, драматичний, танцювальний і циркова студія. Особливий успіх серед глядачів здобули драматичний колектив та хорова капела. У 1967 році капела стала лауреатом Всесоюзного фестивалю самодіяльного мистецтва. Тоді ж за високу мистецьку майстерність драматичному колективу присвоєне звання самодіяльного народного музично-драматичного театру, у 1968 році звання самодіяльної народної хорової капели удостоєний хор районного будинку культури.
Канів мав широку мережу бібліотек. Тут діяли 5 бібліотек загального користування, в тому числі 2 районні, 2 міські для дорослих і дитяча. Їх книжковий фонд перевищував 106 тисяч томів. 1971 року жителі міста на кожну тисячу населення передплачували по 1427 газет і журналів.

У 1961 році на могилі Кобзаря у травні відбувся людний мітинг, на якому виступив Голова Ради Міністрів УРСР В. В. Щербицький. А 31 травня 1964 року на Тарасовій горі відбувся багатотисячний мітинг. На ньому виступив Голова Ради Міністрів УРСР І. П. Казанець. На мітингу були присутні керівники партії та уряду Радянської України, учасники міжнародного форуму діячів науки і культури — посланці 43 країн світу, представники республік Радянського Союзу та всіх областей УРСР. Учасники свята поклали на могилу 150 вінків та посадили на Тарасовій горі 150 пам'ятних дубків. Того ж дня відбувся урочистий мітинг будівників Канівської ГЕС, у якому взяли участь член Політбюро ЦК КПРС, Перший секретар ЦК КП України П. Ю. Шелест та Голова Президії Верховної Ради УРСР Д. С. Коротченко. Про цю пам'ятну подію на бронзовій плиті, вмонтованій у сірий граніт, викарбувано: 
|  | 31.V.1964 р. на ознаменування 150-річчя від дня народження Т. Шевченка закладено перший кубометр бетону на будівництві Канівської ГЕС. |

У ювілейні роки значно збагатився експонатами музей-заповідник «Могила Т. Г. Шевченка». У десяти просторих залах розміщено понад три тисячі експонатів. Серед них дарунки людей багатьох країн світу. За 110 років, що минули від часу поховання великого Кобзаря, на Тарасовій могилі побувало понад 6,5 мільйонів відвідувачів з Радянського Союзу та представники 104 держав світу.
У місті виходила районна газета «Дніпрова зірка», яка мала тираж понад 10 000 примірників. Її позаштатний відділ систематично випускав цікаву і змістовну сторінку «Кохаймо рідну природу». Протягом 1966–1970 років «Дніпрова зірка» за найкраще висвітлення питань охорони природи займала в Україні перше місце серед усіх районних газет і нагороджувалась Почесною грамотою президії Українського товариства охорони природи. У 1971 році за плідну роботу з комуністичного виховання трудящих, мобілізацію їх на виконання завдань господарського і культурного будівництва газету нагороджено Грамотою Президії Верховної Ради УРСР.
За радянського часу в місті народилися нові свята, традиції, обряди. Традицією стало тут урочисте вручення юнакам і дівчатам комсомольських квитків біля могили письменника-воїна А. П. Гайдара, прийом у піонери біля пам'ятника В. І. Леніну, вручення перших паспортів біля пам'ятника борцям за радянську владу.
Щороку в Каневі і районі широко відзначали Шевченківські дні. Працівники музею Т. Г. Шевченка, лектори товариства «Знання», колективи художньої самодіяльності будинку культури у місті та в селах проводили Шевченківські вечори. Щороку в день поховання Кобзаря в Каневі на Тарасову гору приїжджали робітники, колгоспники, студенти, письменники, художники, співаки й артисти з усієї України.
Масового розвитку набули в місті фізкультура і спорт. На підприємствах та в організаціях діяли 23 фізкультурні колективи. У їх користуванні було 2 стадіони, десятки спортивних майданчиків, 5 спортзалів, де працювали різні спортивні секції.
Постановою Ради Міністрів і Держбуду з 1976 року Канів віднесено до історичних міст.

## Роки незалежності
У результаті переривання зв'язків із заводами-постачальниками з території колишнього СРСР у 1990-х роках занепадає найбільше промислове підприємство міста — завод «Магніт», що призводить до безробіття. На початку XXI ст. продовжують працювати раніше створені підприємства — Канівський «Маслосирзавод» (входить до корпорації «Клуб сиру»). Продукцію під торговою маркою «Верес» виготовляє ЗАТ «Агроекопродукт» (до 1998 року — «Завод продтоварів»). Діє завод побутових виробів «Квант». Декілька цехів електромеханічного заводу «Магніт» займаються випуском товарів побутового призначення. 2007 року у місті розпочало роботу ЗАТ «Миронівська птахофабрика», збудувавши птахофабрику.
Канів стає вагомим культурним центром України. Щороку тисячі людей відвідують могилу Кобзаря.
Напередодні президентських виборів 1999 року, 24 серпня, у День незалежності, в Каневі чотири опозиційні політики (Олександр Ткаченко, Олександр Мороз, Євген Марчук, Володимир Олійник.) оголосили про створення першої в історії незалежної України політичної коаліції — «Канівської четвірки».
22 лютого 2014 року, в ході Європейської революції в Україні демонтовано пам'ятник Леніну.